# Iapetus (måne)
 For alternative betydninger, se Iapetus. (Se også artikler, som begynder med Iapetus)
Iapetus er planeten Saturns tredjestørste måne: Den blev opdaget den 25. oktober 1671 af Giovanni Domenico Cassini, og kendes desuden som Saturn VIII.

## Navngivning
Cassini foreslog selv at kalde Iapetus og de tre andre Saturn-måner han opdagede; Dione, Rhea og Tethys, for Sidera Lodoicea ("Ludvigs stjerner"), til ære for Ludvig 14. af Frankrig, men de næste knap 200 år nummererede astronomerne blot de enkelte måner med romertal. I 1847 foreslog John Herschel i sin publikation Results of Astronomical Observations made at the Cape of Good Hope at navngive de dengang syv kendte Saturn-måner efter titanerne fra den græske mytologi, hvoraf denne måne fik navn efter titanen Iapetos.

## Overfladetræk
Cassini bemærkede, at han kun kunne se den "nye" måne når den stod vest for Saturn, og gættede ganske rigtigt på at den måtte være temmelig mørk på den side der vendte mod Jorden når Iapetus stod øst for Saturn. Dette blev endeligt bekræftet med billeder fra Voyager- og Cassini-rumsonderne, som viste at mens den lyse side tilbagekaster halvdelen af det lys der falder på den, er det kun mellem 3 og 5 procent af lyset der tilbagekastes fra den mørke side.
Iapetus består for det meste af is, og det er denne is der ses på den lyse side af månen. Den mørke side er dækket af et tyndt lag af kulstofholdigt materiale; muligvis simple organiske forbindelser der minder om dem man finder i meteoritter og kometer. Det er lidt uklart hvor dette materiale kommer fra; i følge nogle teorier er det støv fra andre af Saturns måner, mens det i andre teorier skabes når sollys og kosmisk stråling nedbryder metan og ammoniak som frigives fra Iapetus indre gennem vulkaner eller ved meteornedslag.
Voyager 2 passerede Iapetus den 22. august 1981 og tog billeder i en afstand af næsten en million kilometer: På den mørke side viser billederne ikke ret meget, men på lyse side ses talrige kratre, herunder ét der er 500 kilometer i diameter og med 15 kilometer høje kratervægge.
Voyager-billederne viser også en slags "bjergryg" der synes at følge Iapetus' ækvator temmelig præcist, og på de detaljerede billeder som Cassini-rumsonden tog den 31. december 2004 kan man se at bjergryggen fortsætter hen over Iapetus' mørke side. Denne bjergryg er ca. 13 kilometer høj og 20 kilometer bred, og strækker sig næsten hele vejen rundt om månen.

## Ekstern henvisning
De ni planeter: Iapetus Arkiveret 9. oktober 2004 hos  Wayback Machine